# 奧斯威戈鎮區 (伊利諾伊州肯德爾)
奧斯威戈鎮區（英語：Oswego Township）是位於美國伊利諾伊州肯德爾縣的一個行政鎮區。

## 地方資料
根據2010年美國人口普查的數據，奧斯威戈鎮區的面積為105.10平方千米，當中陸地面積為103.40平方千米，而水域面積為1.70平方千米。當地共有人口56076人，而人口密度為每平方千米533.55人。